# غراندريدج
غراندريدج (بالإنجليزية: Grand Ridge)‏ هي مدينة أمريكية تقع في ولاية فلوريدا. تبلغ مساحة هذه المدينة 5.8 (كم²)،ويبلغ عدد سكانها 792 نسمة حسب إحصاء سنة 2010 م 792.تشير إحصاءات سنة 2000م بأن الكثافة السكانية في هذه المدينة تقدر بـ(136.6) نسمة/كم2 